# 一様大斜方立方八面体
一様大斜方立方八面体（いちようだいしゃほうりっぽうはちめんたい、Uniform great rhombicuboctahedron）、または擬斜方立方八面体（ぎしゃほうりっぽうはちめんたい、Quasirhombicuboctahedron）とは、一様多面体の一種で、大立方立方八面体の正8/3角形を削ったものである。別名の内、擬斜方立方八面体はミラーの立体の別名にもなっているので注意が要る（こちらはPseudorhombicuboctahedronの訳となっている）。また、英語では単にGreat rhombicuboctahedronとも呼ばれるが、これは斜方切頂立方八面体の別名である大菱形立方八面体の意味も持つ。

## 性質
- 構成面: 正三角形8枚、正方形18枚
- 辺: 48
- 頂点: 24
- 頂点形状: 4, 4, 4, 3/2
- シュレーフリ記号: rr{4,3/2}
- ワイソフ記号: 3/2 4 | 2
- 枠: 切頂六面体
- 双対: 大凧形二十四面体（英語版）

## 同じ枠を持つ立体
- 切頂六面体
- 一様大斜方立方八面体
- 大立方立方八面体
- 大斜方六面体